# Gamleborg
Gamleborg (letterlijk: Oude burcht) is een walburcht op het Deense eiland Bornholm, en tevens de oudste kasteelruïne van het eiland.

## Ligging en grootte
De burcht (ook: slot, sterk kasteel) heeft een oppervlakte van 2,5 ha. Het complex ligt vrijwel precies in het midden van het eiland Bornholm op een licht oneffen, 21 meter hoog plateau in het Almindingenbos, het grootste bosgebied van Bornholm. De dichtstbijzijnde plaats is de 6 km zuidelijk gelegen stad Aakirkeby. De burcht meet van noord naar zuid 270 meter en van oost naar west 110 meter.

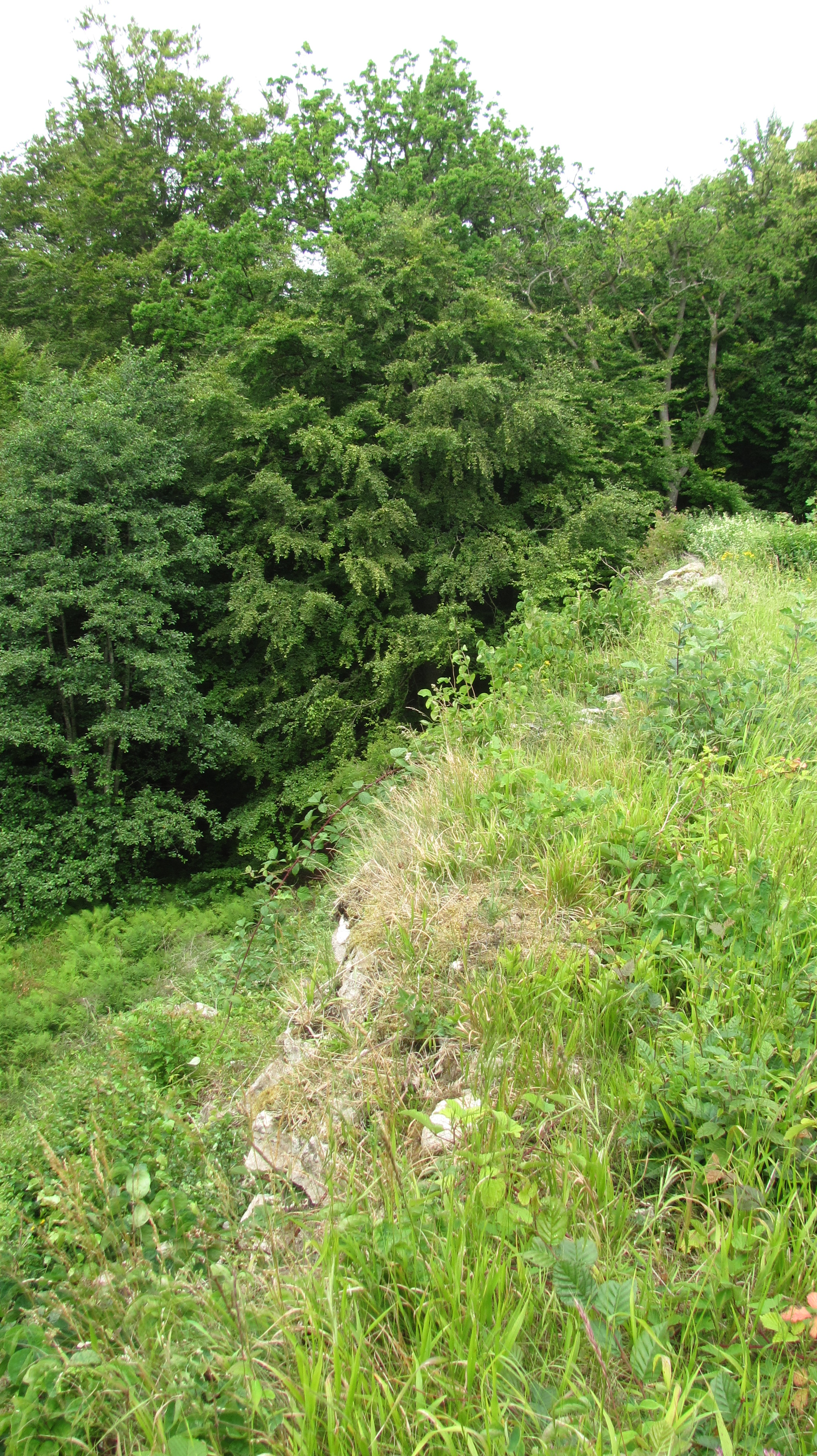
Burchtmuren en grachten

## Geschiedenis
Gamleborg is het oudste stenen gebouw op heel Bornholm. Men gaat ervan uit dat Gamleborg in de 9e eeuw gebouwd is, ten tijde van de Vikingen. Ook wordt aangenomen dat het niet alleen een vluchtburcht was, maar ook doorlopend bewoond werd. Er zijn goede bewijzen voor dat de burcht reeds in gebruik was tijdens het koningschap van Harald I van Denemarken (940-986) en Knoet IV van Denemarken (1080-1086). Bij archeologisch onderzoek vond men hier niet alleen glaskralen en sieraden uit de 9e eeuw, maar ook weefgetouw gewichten, hoefijzers en stijgbeugels uit de 11e eeuw. Er zijn ook sporen van een hevige brand ontdekt uit de Vikingtijd, maar er zijn geen aanwijzingen gevonden van kampementen of branden uit latere eeuwen.
In de 9e eeuw kwam Bornholm in het bezit van Denemarken. Waarschijnlijk was Gamleborg vanwege zijn centrale ligging het centrum van de plaatselijke machthebbers. Dat er bij archeologische opgravingen o.a. glaskralen en andere sieraden gevonden werden, kan erop wijzen dat de burchtbewoners tot de hogere lagen van de bevolking behoorde.
Tegen het jaar 1100 werd de burcht in het westen versterkt met een 2 meter dikke en tot 6 meter hoge muur. Hierbij werd de zuidpoort dichtgemetseld en in het zuidwestelijke deel van de burcht vervangen door een poort bestaande uit graniet en mortel. Waarschijnlijk heeft hier ook een ophaalbrug voor gelegen.
Rond het jaar 1150 werd Gamleborg opgegeven en rond dezelfde tijd werd de nabijgelegen burcht Lilleborg gebouwd; misschien omdat de burcht te groot was om te verdedigen.

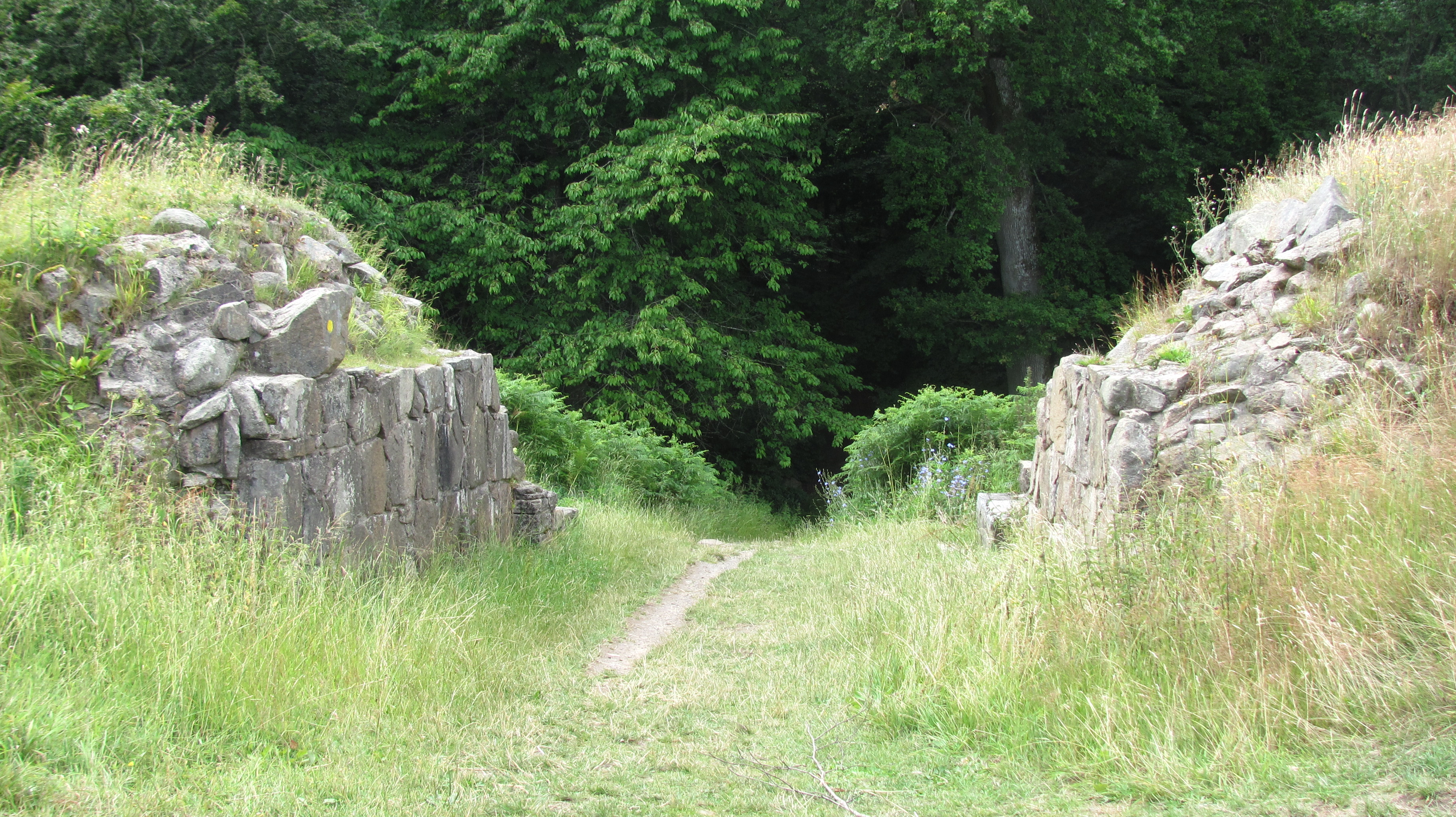
Poort in het zuidwesten

## Kasteel
Qua architectuur doet de Gamleborg denken aan die van de walburcht Borge (op een van de Finse Åland-eilanden) en de Torsburcht (op het Zweedse eiland Gotland). Het oppervlak bedraagt 27.000 m². De aan de westkant van het complex gebouwde burchtmuren zijn goed behouden gebleven. Op deze 275 meter lange en tot 6 meter hoge burchtmuren, bestaande uit breukstenen en kleinere zwerfkeien, waren mogelijk ook palissaden gebouwd. Aan de andere zijden werd de burcht niet door een muur omgeven, omdat de steile hellingen daar voor een natuurlijke bescherming zorgden. Ook de gracht om de burcht is nog duidelijk te onderscheiden. In het noorden van het complex is op het hoogste punt van de burcht de hoofdpoort bewaard gebleven. Naast deze poort zijn de resten van een vierkante toren ontdekt. Een andere, jongere poort uit graniet is in het zuidwestelijke deel van de burcht gevonden, waar waarschijnlijk ook een ophaalbrug voor lag. Tot op heden is niet bekend waar precies zich het woongedeelte bevond in het thans geheel door planten overwoekerde binnenste van de burcht. Nog altijd goed herkenbaar is de ligging van een waterplaats in het noordwesten van het ommuurde gedeelte.

## Omgeving
De jongere burcht Lilleborg ligt slechts 700 meter ten noordoosten van Gamleborg. In de omgeving van de burcht Gamleborg ligt in hetzelfde bosgebied Almindingen het ook bekende en veel bezochte Ekkodalen (Nederlands: echodal) alsook Rytterknægten waarop "Kongemindet", een ter gedachtenis aan Koning Frederik VII van Denemarken gebouwde toren, staat. Ook is er ten tijde van de Koude Oorlog een radarstation gebouwd; Radarhoved Bornholm.
Christiansø Fort · Dueodde Fyr · Gamleborg · Hammeren Fyr · Hammerodde Fyr · Hammershus · Kastellet · Kongemindet · Lilleborg · Rønne Fyr · Salomons Kapel · Svaneke Fyr